# Passaggio di Santa Caterina

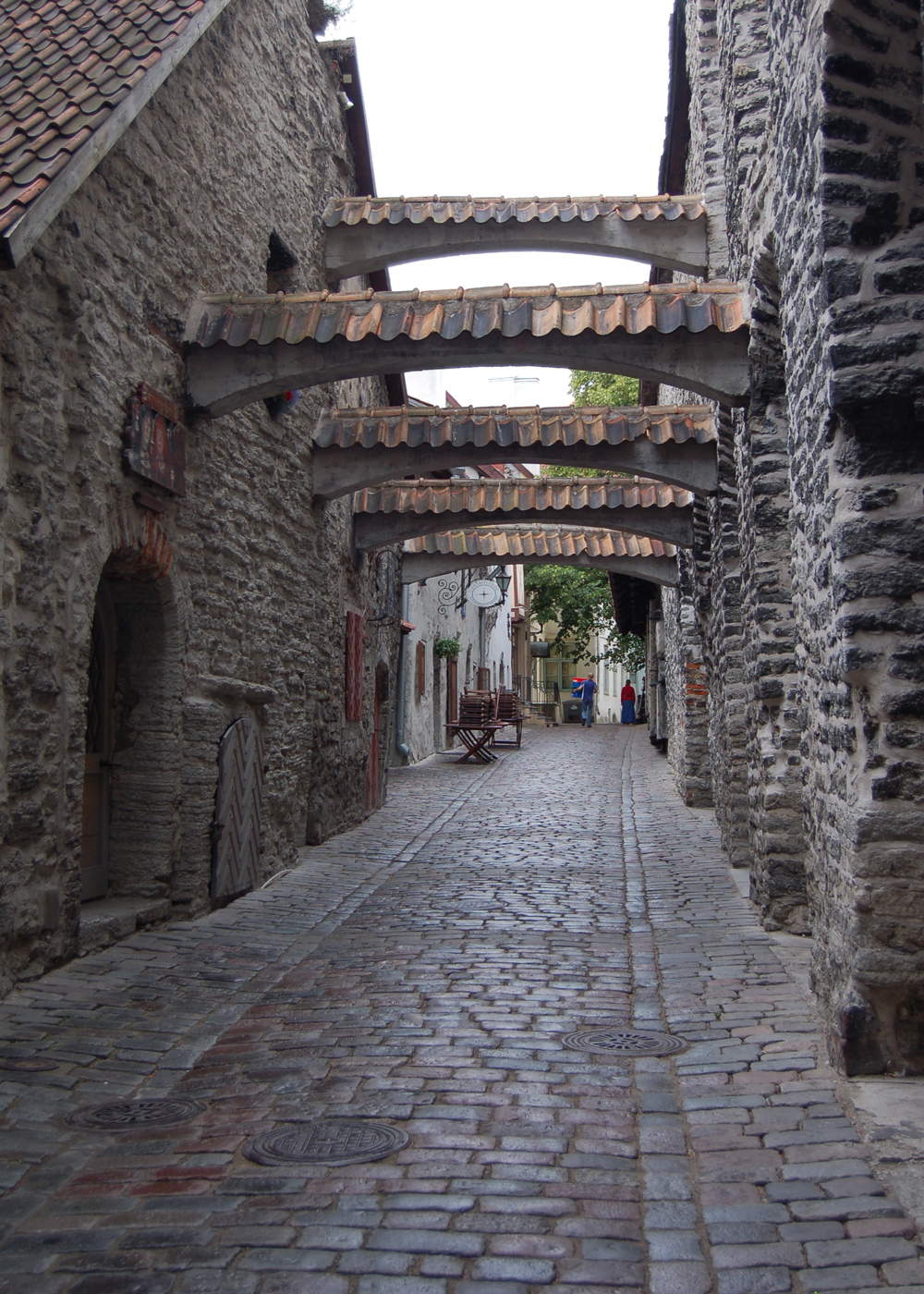
Passaggio di Santa Caterina, caratteristico passaggio medioevale per arrivare al Monastero di Santa Caterina

Il passaggio di Santa Caterina (in estone: Katariina käik), è un passaggio pedonale di origini medievali, nel centro storico di Tallinn.

## Localizzazione
È localizzato tra Vene Street e sbuca tra gli edifici 12 e 14-35 di Müürivahe Street, costituendo un tipico e caratteristico percorso pedonale, con la pavimentazione e lastrici risalenti all'epoca medioevale.

## Origini del nome
È chiamato di Santa Caterina, in quanto sorge sui resti di parte dell'originario convento di Santa Caterina.